# Psychoda prolarta
Psychoda prolarta és una espècie d'insecte dípter pertanyent a la família dels psicòdids.

## Descripció
- El mascle és de color marronós, les seues antenes (de 0,96 mm de llargària) tenen 16 artells (els núms. 14, 15 i 16 minven progressivament de grandària i estan lleugerament fusionats) i les ales li mesuren 1,30-1,35 mm de llargada i 0,60-0,65 d'amplada.
- Les antenes de la femella fan 0,97-0,99 mm de longitud i les seues ales 1,57-1,82 de llargària i 0,70-0,75 d'amplada.[2]

## Distribució geogràfica
Es troba a les illes Filipines: Negros i Mindanao.